# Костянтинівка (Слободзейський район)
Костянтинівка (рос. Константиновка; рум. Constantinovca) — село в Слободзейському районі в Молдові (Придністров'ї). Входить до складу Володимирівської сільської ради.
Переважна більшість населення, згідно перепису населення 2004 року - українці (71,0%).